# Liste der Mitglieder des Landtages (Freistaat Lippe) (5. Wahlperiode)
Liste der Mitglieder der 5. Wahlperiode des lippischen Landtages 1933, gewählt in der Landtagswahl in Lippe 1933.

## Mitglieder
| Name                  | Partei | Listenplatz | Anmerkung |
| --------------------- | ------ | ----------- | --- |
| Heinrich Diestelmeier | SPD    | 5           | |
| Heinrich Drake        | SPD    | 1           | |
| Emil Feldmann         | SPD    | 6           | |
| Heinrich Helms        | NSDAP  | 2           | |
| Ernst Walter Herrich  | NSDAP  | 8           | |
| Hermann Kesting       | DVP    | 1           | |
| Heinrich Klöpper      | NSDAP  | 3           | |
| Ernst Krappe          | NSDAP  | 4           | Er wurde am 7. Februar 1933 Mitglied des Landespräsidiums. Nachrücker wurde Walter Steinecke |
| Ernst Kuhlemann       | SPD    | 9           | Rückte am 21. April 1933 für Wilhelm Mellies nach |
| August Linne          | SPD    | 4           | Legte das Mandat am 18. Mai 1933 nieder. Nachrücker wurde Willy Schulte |
| Wilhelm Mellies       | SPD    | 3           | Er legte das Mandat am 21. April 1933 nieder, nachdem die Nationalsozialisten ihm gedroht hatten, ihn aus dem Schuldienst zu entlassen, wenn er das Mandat wahrnähme                            |
| August Prüßner        | NSDAP  | 9           | |
| Heinrich Sauer junior | NSDAP  | 5           | |
| Ernst Schlinkmeier    | DNVP   | 1           | |
| Adolf Scholz          | KPD    | 1           | |
| Wilhelm Schröder      | SPD    | 7           | |
| Wilhelm Schulte       | SPD    | 10          | Rückte am 29. Mai 1933 für August Linne nach |
| Wilhelm Siegmund      | NSDAP  | 6           | |
| Fritz Spelge          | NSDAP  | 10          | Rückte am 7. Februar 1933 für Krappe nach |
| Walter Steinecke      | NSDAP  | 11          | Rückte am 7. Februar 1933 für Adolf Wedderwille nach |
| Wilhelm Vehmeier      | KPD    | 2           | |
| Heinrich Waldvogt     | SPD    | 8           | Er nahm nur an der ersten Landtagssitzung teil. Da Drake nicht erneut in das Landespräsidium gelangte, gab er das Mandat bereits in dieser Sitzung zurück und Drake übernahm das Landtagsmandat |
| Adolf Wedderwille     | NSDAP  | 1           | Wurde am 7. Februar 1933 Mitglied des Landespräsidiums. Nachrücker wurde Dr. Fritz Spelge |
| Wilhelm Wedderwille   | NSDAP  | 7           | |
| Heinrich Willer       | EVD    | 1           | |
| Friedrich Winter      | SPD    | 2           | |

## Gleichschaltung
Im Zuge der Gleichschaltung der Länder mit dem Reich wurde der Landtag auf Basis der Ergebnisse der Reichstagswahl vom 5. März 1933 Anfang April 1933 neu gebildet. Rechtsgrundlage war das Gleichschaltungsgesetz in Verbindung mit dem lippischen Ausführungsgesetz hierzu vom 3. April 1933. Der Landtag wird durch dieses Gesetz auf 17 Mitglieder verkleinert. Hiervon entfallen 10 auf die NSDAP, 5 auf die SPD und je einer auf DNVP und KPD. Aufgrund des Verbotes der KPD entfiel dessen Sitz. An der konstituierenden Sitzung konnte zum letzten Mal ein Abgeordneter der SPD teilnehmen. Danach wurde den SPD-Abgeordneten der Zutritt zum Landtag verweigert, bis die SPD am 22. Juni 1933 im Reich und am 23. Juni 1933 in Lippe verboten wurde.